# Roberto Di Donna
Roberto Di Donna (Roma, 8 settembre 1968) è un tiratore a segno italiano, campione olimpico nel tiro con la pistola, appartenente al Gruppo Sportivo Fiamme Gialle (Guardia di Finanza). È detentore dei record italiani di pistola aria compressa (col punteggio di 592/600) e pistola libera (col punteggio di 573/600).

## Carriera
Veronese d'adozione, ha partecipato a quattro Olimpiadi, ottenendo come miglior risultato un oro ed un bronzo ad Atlanta nel 1996. Ha rinunciato a partecipare alle olimpiadi di Atene nel 2004, a causa di un momento di crisi personale che lo aveva portato ad ottenere risultati ben al di sotto delle sue possibilità. La carta olimpica che gli era stata offerta (lui non era riuscito a conquistarla, ma nel tiro i posti conquistati sono legati alla nazione) è stata utilizzata per un altro atleta.
Negli anni successivi ha aperto una scuola di tiro nella sua città natale, continuando a competere a livello nazionale ed internazionale. Dal 2011 è allenatore della squadra nazionale juniores di pistola. Ai Giochi della XXXI Olimpiade del 2016 ha commentato per Rai Sport le gare di tiro a segno.

## Palmarès
- 1994 - Finale Coppa del Mondo (Monaco di Baviera)
  - Bronzo (pistola libera)
- 1995 - Finale Coppa del Mondo (Monaco di Baviera)
  - Oro (pistola libera)
  - Argento (pistola aria compressa)
- 1996 - Finale Coppa del Mondo (Näfels)
  - Oro (pistola libera)
  - Oro (pistola aria compressa)
- 1996 - Olimpiadi di Atlanta
  - Oro (pistola aria compressa)
  - Bronzo (pistola libera)
- 1997 - Finale Coppa del Mondo (Lugano)
  - Oro (pistola aria compressa)
  - Argento (pistola libera)